# Thecodontosaurus
Thecodontosaurus antiquus
Genre
Espèces de rang inférieur
- † Th. antiquus Morris, 1843, espèce type
- Autres espèces : voir paragraphe #Autres espèces

Espèce
Thecodontosaurus est un genre fossile de dinosaures sauropodomorphes basaux, herbivores, qui vivait durant la fin du Trias supérieur.
C'est l'un des tout premiers dinosaures décrits, le cinquième après Megalosaurus, Iguanodon, Streptospondylus et Hylaeosaurus, même si ses inventeurs Riley et Stutchbury ne le savaient pas, car le groupe des dinosaures n'a été créé qu'en 1842.

## Historique
Le genre Thecodontosaurus est décrit en 1836 par les paléontologues Henry Riley (d) & Samuel Stutchbury,.

### Fossiles
Selon Paleobiology Database en 2025, le genre Thecodontosaurus a treize collections référencées de fossiles. Ces collections sont de l'Anisien du Trias moyen au Sinémurien du Jurassique inférieur, c'est-à-dire datent de 247,2 à 190,8 Ma avant notre ère.

### Répartition
Ces treize collections proviennent de cinq pays, une collection du Lesotho, deux du Zimbabwe, deux de France, deux d'Allemagne et six collections du Royaume-Uni.

### Étymologie
Le nom de genre Thecodontosaurus est composé des mots du grec ancien, « θήκή », thếkê, « boîte, écrin », et « οδους », odoús, « dent », qui rappellent que les dents de l'animal ne sont pas fusionnées avec les mâchoires, comme chez les lézards actuels, mais insérées dans des trous séparés les uns des autres.

## Description
Une grande partie du squelette de Thecodontosaurus peut être reconstruite à partir des nombreux restes fragmentaires de fossiles disponibles, à l'exception de la partie antérieure du crâne. L'animal présente un cou assez court, portant un crâne assez grand avec de larges yeux.
Ces doigts et orteils sont au nombre de cinq par extrémité, les mains étant longues et étroites avec des doigts portant de longues griffes.
Les membres antérieurs sont sensiblement plus courts que ses pattes arrière et sa queue bien plus longue que le reste du corps.
La taille moyenne de l'animal n'est que de 1,20 mètre, pour une hauteur de 30 centimètres et une masse de 11 kg. Les plus grands individus pouvaient atteindre entre 2 et 2,50 mètres. Cette taille modeste a été expliquée par certains paléontologues, en 2008, comme un indice de nanisme insulaire.
Michael Benton en 2000 note un fort polymorphisme dans la population, qu'il considère plutôt comme lié à un dimorphisme sexuel.

## Liste des espèces

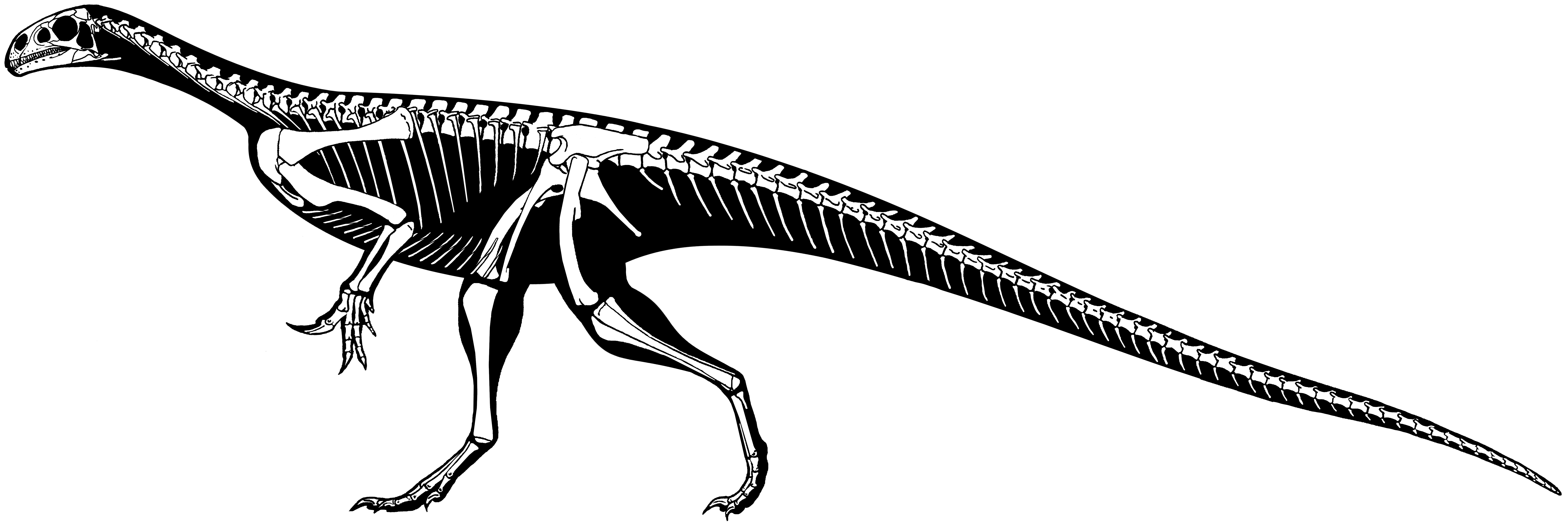
Reconstitution du squelette et silhouette de Thecodontosaurus antiquus.

De très nombreuses espèces ont été affectées au genre ; la validité de quasiment toutes a été remise en question.

### Thecodontosaurus antiquus
C'est l'espèce type et la seule dont la validité fait consensus chez les paléontologues. Elle a été créée par 1843 par le géologue anglais John Morris.
L'holotype de  Thecodontosaurus , référencé « BCM 1 », est une mandibule, découverte près de Bristol et qui a été détruire lors des bombardements de la seconde guerre mondiale.
À l'heure actuelle, environ 245 fossiles fragmentaires sont connus, représentant de nombreux individus. En 1985, Peter Galton a désigné une autre mandibule, un dentaire droit, comme le néotype, qu'il a référencé « BCM 2 ». Ces restes sont datés  du Rhétien, il y a environ 205 Ma (millions d'années).
Thecodontosaurus antiquus était un petit bipède dont la longueur est estimée à environ 2 mètres.

### Autres espèces
- † T. minimus Ellenberger, 1970, car les deux autres espèces † T. latespinatus et † T. subcylindrodon sont des nomen vanum du genre[2].

Riley et Stutchbury ont également trouvé quelques dents tranchantes de phytosaures carnivores qu'ils ont nommé Paleosaurus cylindrodon et P. platyodon. À la fin du XIXe siècle, ces dents ont été un temps rapprochées des restes de corps de Thecodontosaurus, avec la création en 1890 de Thecodontosaurus platyodon par Arthur Smith Woodward puis en 1908 de Thecodontosaurus cylindrodon par Friedrich von Huene ; les deux espèces sont aujourd'hui abandonnées.
En 1891, Seeley nomma Agrosaurus macgillivrayi des restes fossiles supposés provenir de la côte nord-est de l'Australie et être ainsi ceux du premier dinosaure découvert en Australie. En 1999, il est apparu que ces os appartenaient pour la plupart à Riley et Stutchbury et avaient été mal étiquetés. Ce rapprochement avait déjà été fait en 1906 par von Huene qui avait rebaptisé l'espèce « Thecodontosaurus macgillivrayi ». Cette dernière espèce est donc un synonyme junior de Thecodontosaurus antiquus.

## Espèces réattribuées à d'autres genres
- † Thecodontosaurus latespinatus von Huene, 1907-08 = Tanystropheus
- † Thecodontosaurus primus von Huene, 1907-08 = Protanystropheus
- † Thecodontosaurus elizae Sauvage, 1907, basé sur une seule dent, que von Huene rapporte en 1908 à Plateosaurus (?) elizae. Cependant, P. Galton en 1985 indique qu'une dent isolée ne présente aucun caractère diagnostique et que Plateosaurus (?) elizae est donc un nomen dubium[10]
- † Thecodontosaurus gibbidens Cope, 1878 = Galtonia
- † Thecodontosaurus skirtopodus (Seeley, 1894) = Hortalotarsus
- † Thecodontosaurus polyzelus (Hitchcock, 1865) von Huene 1906
- † Thecodontosaurus hermannianus von Huene, 1908
- † Thecodontosaurus diagnosticus Fraas, 1912 = Efraasia
- † Thecodontosaurus minor Haughton, 1918
- † Thecodontosaurus dubius Haughton, 1924[11]
- † Thecodontosaurus browni (Seeley, 1895) von Huene, 1932
- † Thecodontosaurus alophos Haughton[12],[13], 1932 = Nyasasaurus
- † Thecodontosaurus minimus Ellenberger[14], 1970
- † Thecodontosaurus caducus Yates[15], 2003. En 2003, Adam M. Yates redécrit des fossiles de spécimens juvéniles provenant de remplissages de fissures datés du Trias terminal ou du début du Jurassique, découvert dans la carrière de Pant-y-ffynnon, au sud du Pays de Galles, et les nomme en tant que nouvelle espèce : Thecodontosaurus caducus. Elle se distingue de l'espèce type par la morphologie de ses vertèbres cervicales et par la forme primitive de la partie proximale son humérus et de son ilium[15]. En 2007, Paul Galton et ses collègues élèvent cette espèce au rang de genre sous le nom de Pantydraco caducus[16].

### Publication originale
- [1836] (en) H. Riley et S. Stutchbury, « A description of various fossil remains of three distinct saurian animals discovered in the autumn of 1834, in the Magnesian Conglomerate on Durdham Down, near Bristol », Proceedings of the Geological Society of London, vol. 2,‎ 1836, p. 397–399.